# Noah's Ark (palais du rire)
Pour les articles homonymes, voir Noah's Arc.

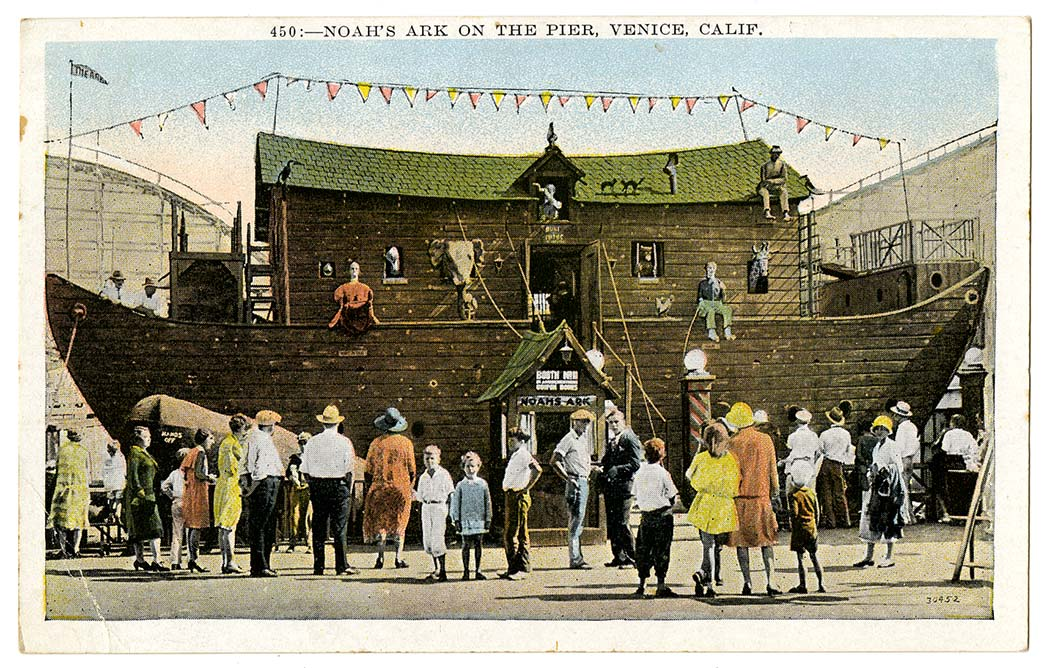
Noah's Ark à Venice Pier.

Noah's Ark est le nom donné à plusieurs attractions de type palais du rire construites entre 1919 et 1936. Comme son nom l'indique, il s'inspire du thème de l'Arche de Noé en proposant aux visiteurs de traverser des scènes amusantes ponctuées par les animaux, personnages et les éléments tirés du l'histoire biblique. Dans la plupart des réalisations, le bâtiment prenant la forme d'un immense bateau était monté sur un système mécanique lui permettant de tanguer.

## Histoire

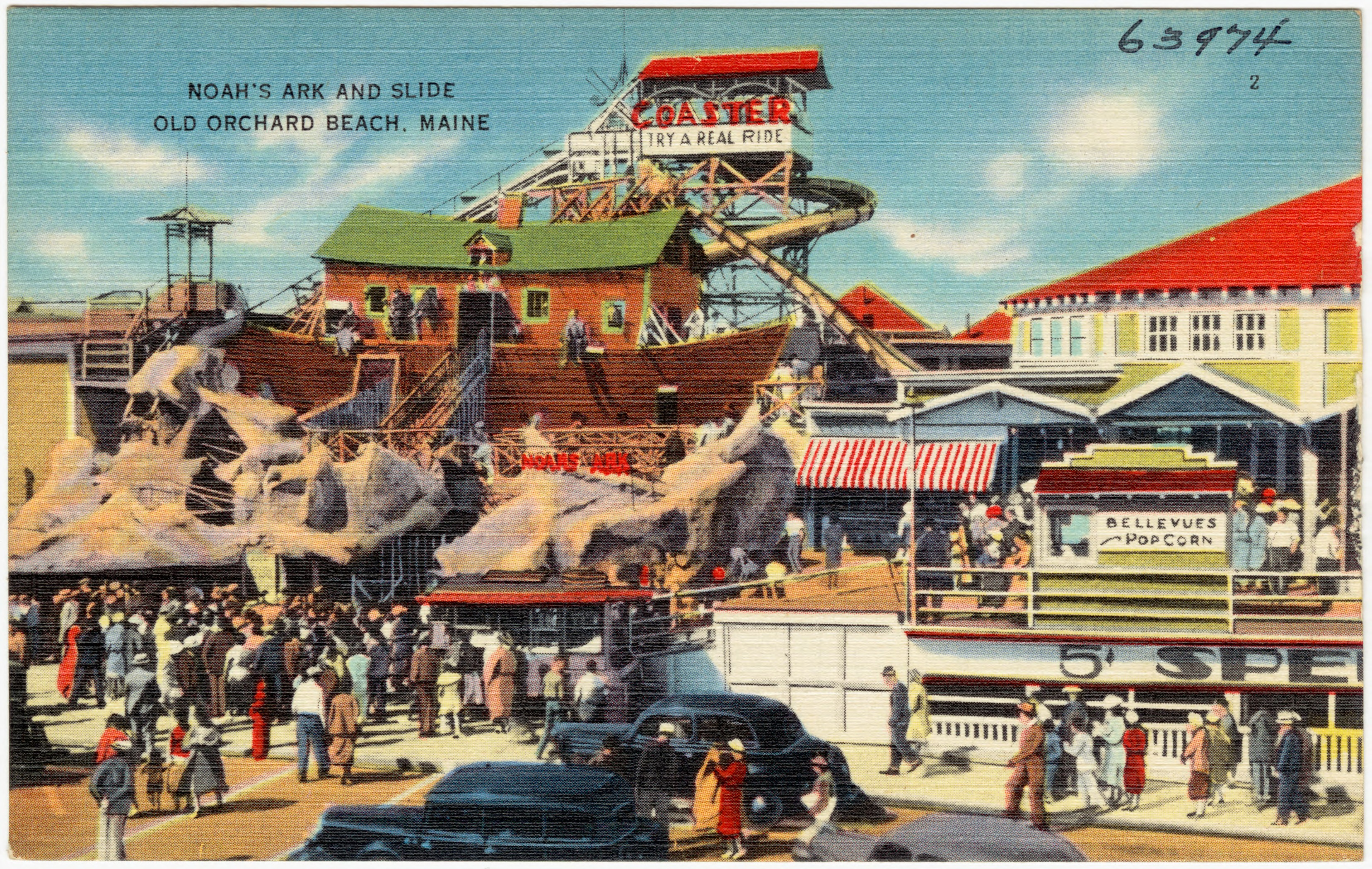
Noah's Ark à Old Orchard Beach.

La première attraction à utiliser ce nom et ce thème est apparue à Venice Pier (Californie) en 1919. La première attraction a été conçue et construite par Leroy Raymond. Il en a déposé le brevet le 26 mai 1920 qui a été délivré officiellement le 13 décembre 1921 puis a vendu les droits de fabrication à William H. Dentzel,. Devant la popularité de l'attraction, il créa la Noah's Ark Company pour vendre ce type d'attraction à travers le pays. À la mort de William H. Dentzel en 1928, la société est renommée American Amusement Construction Company. William Homer Strickler sera vice-président de la Noah's Ark Company.

Bien que l'attraction ne soit plus opérationnelle depuis 2008, on peut encore voir le bâtiment du Noah's Ark de Pleasure Beach, Blackpool à Blackpool, en Angleterre. Il ne reste aujourd'hui qu'un seul Noah's Ark opérationnel. Il est situé à Kennywood, près de Pittsburgh, en Pennsylvanie. Créé en 1936, l'attraction a traversé les décennies grâce à plusieurs réhabilitations importantes en 1969, 1996 et 2016.

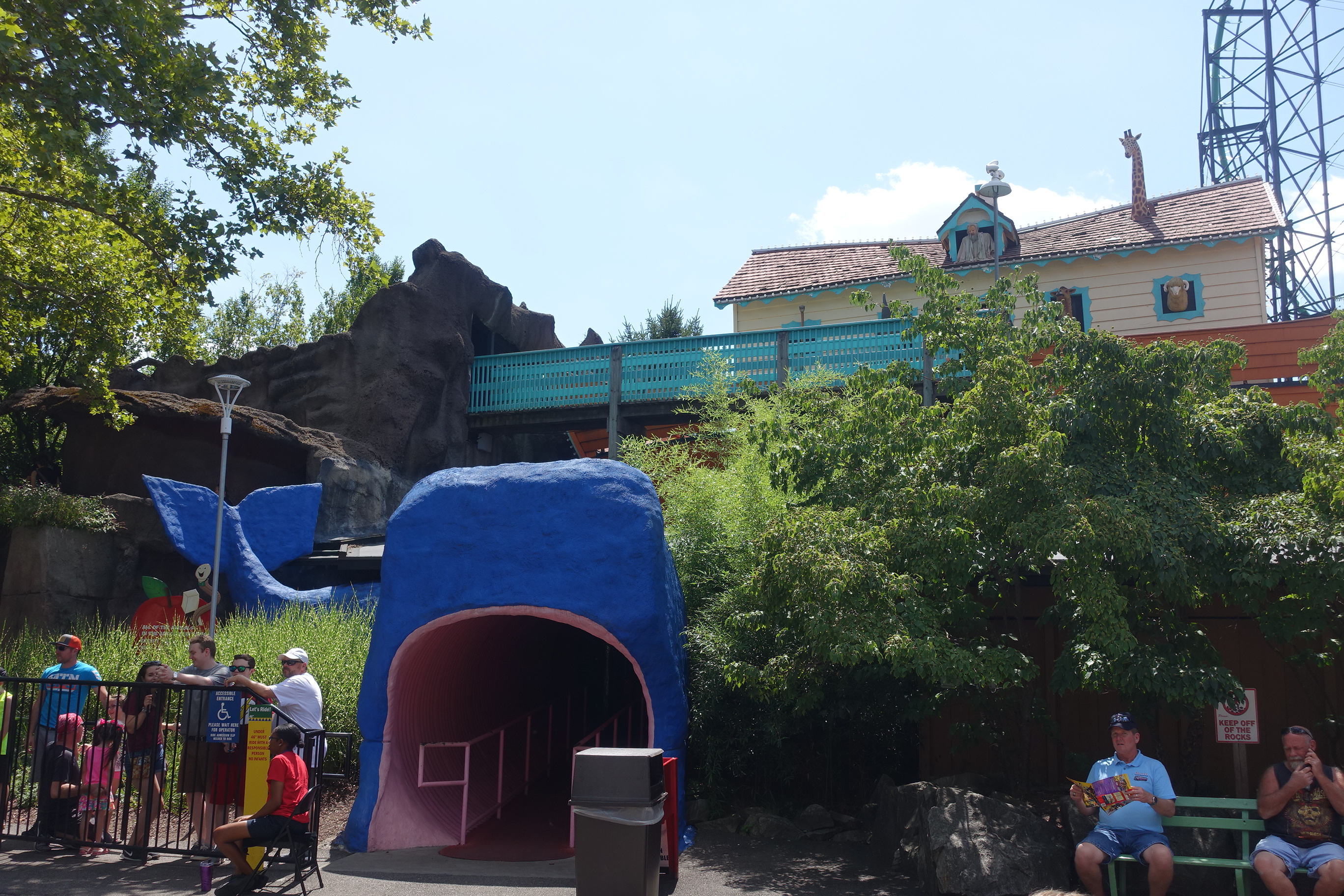
Noah's Ark à Kennywood en 2019.
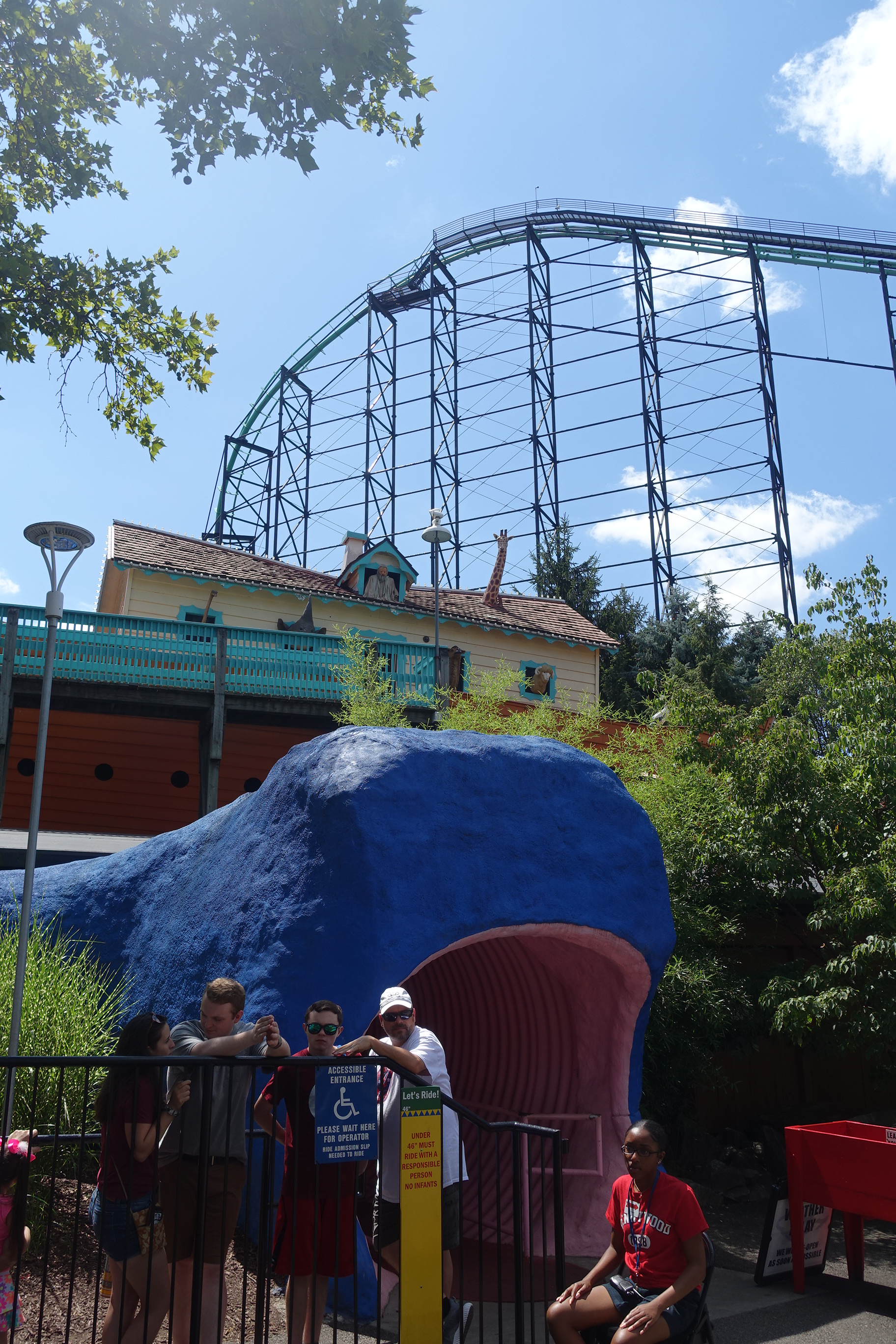
Entrée de l'attraction par la bouche de la baleine.
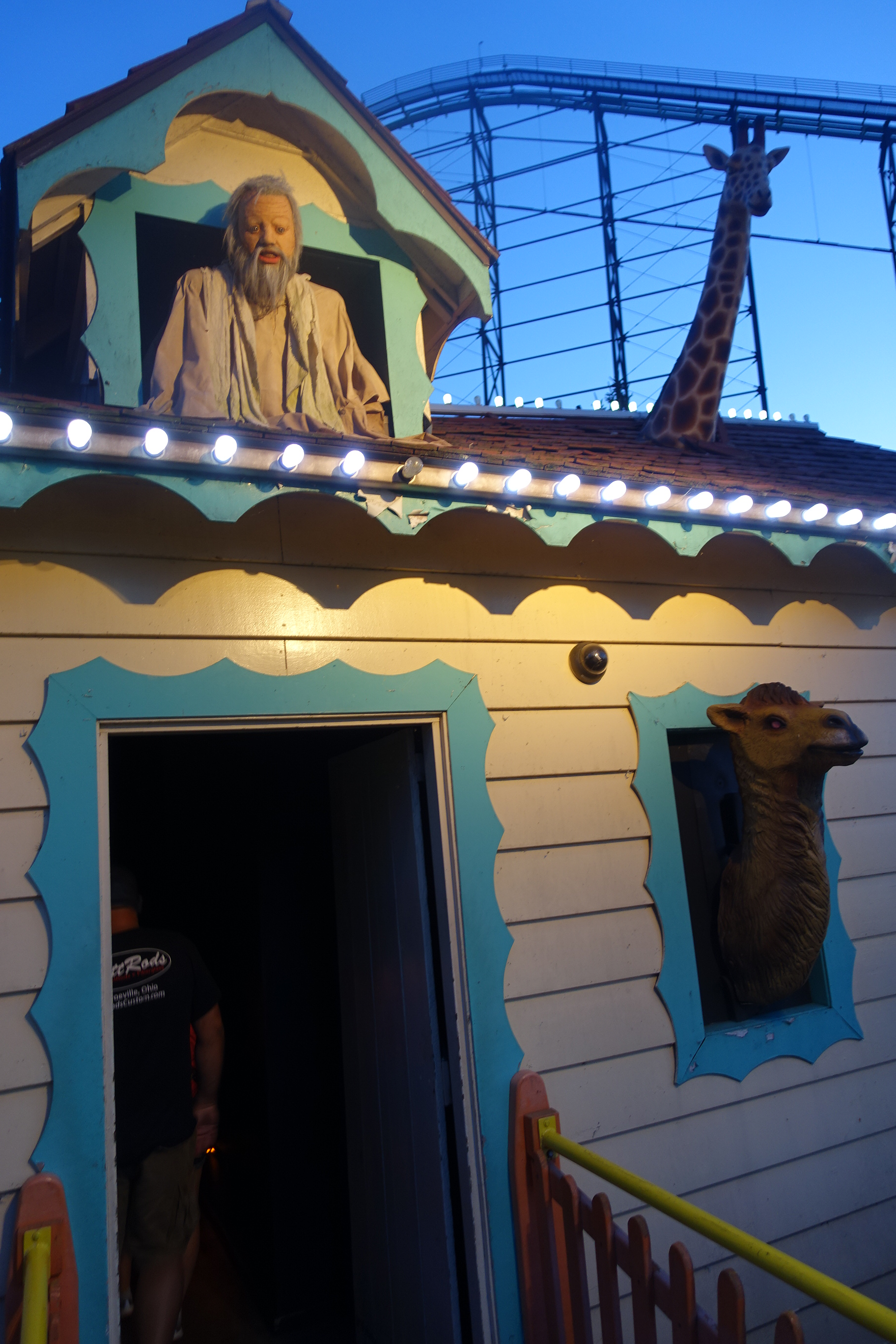
Noé accueillant les visiteurs.
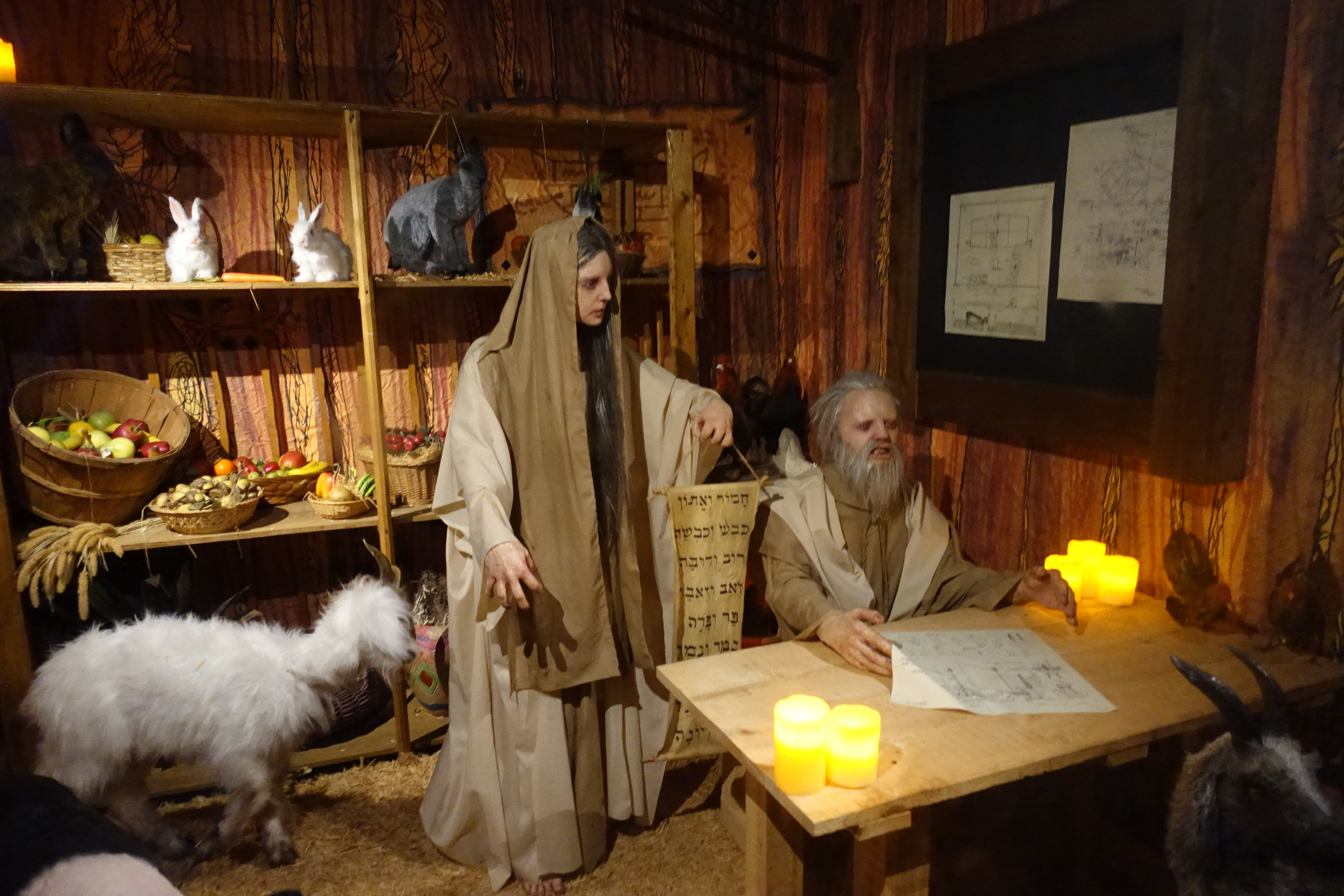
Noé et sa femme à l'intérieur du bateau.
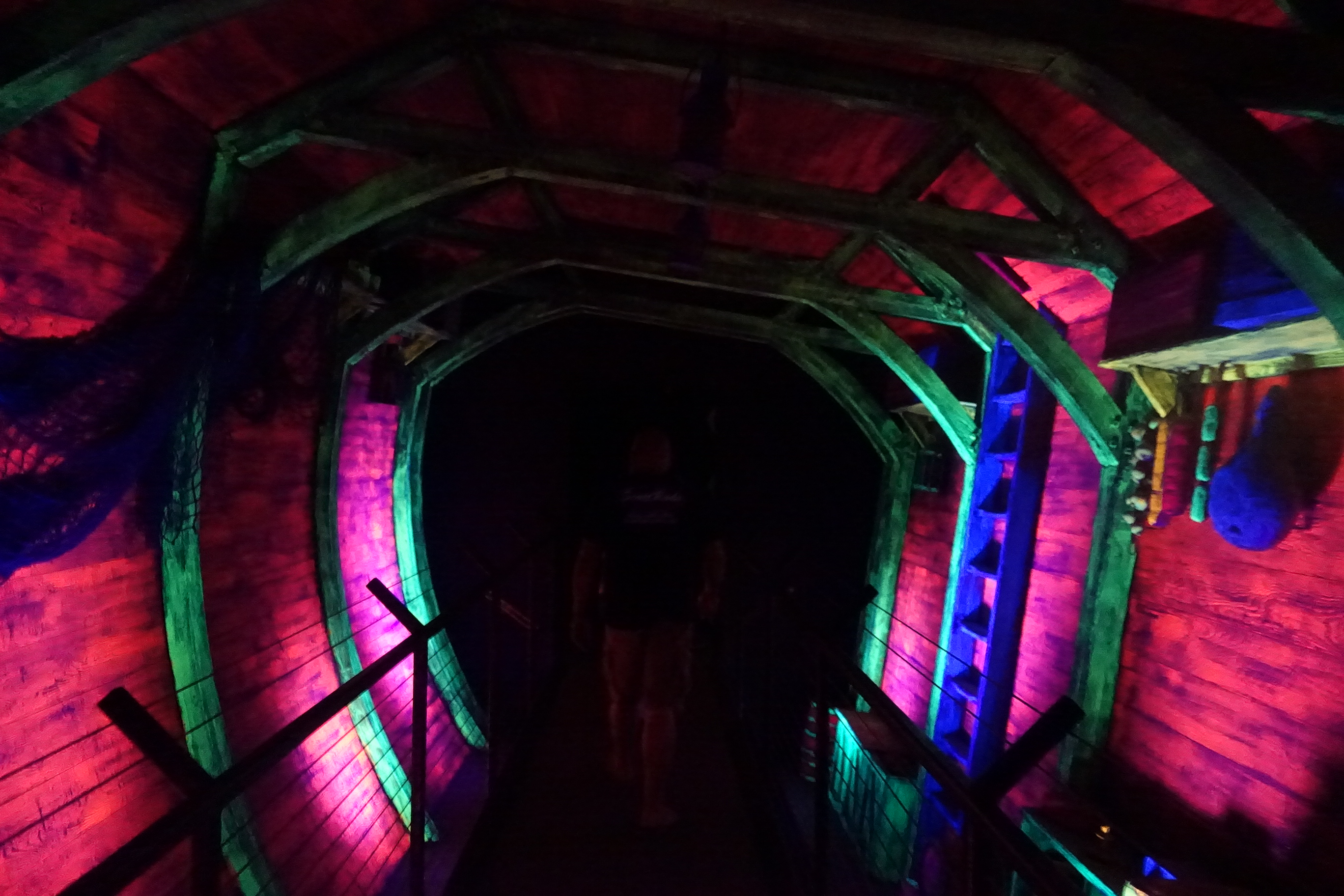
Scène où le décor tourne autour du passage

## Principales installations
| Parc                       | Ouverture   | Fermeture   | Constructeur                  | Notes                                                                        |
| -------------------------- | ----------- | ----------- | ----------------------------- | ---------------------------------------------------------------------------- |
| Pleasure Beach, Blackpool  | 1922        | 2008        | William H. Strickler          | Fermé                                                                        |
| Kennywood                  | 1936        | –           | Philadelphia Toboggan Company | Réhabilité en 1969, 1996 et 2016, L'attraction a reçu 9 Golden Ticket Awards |
| Venice Pier (Californie)   | 1919        | 1940        | Dentzel                       | Première installation, elle fut détruite lors d'un incendie                  |
| Frontierland               | Années 1920 | 2000        |                               | Démoli en 2010 à la suite de la fermeture du parc en 2000.                   |
| Steeplechase Park          | 1923        | 1929        |                               | [ 13 ]                                                                       |
| Old Orchard Pier           | 1929        | 1969        |                               | Détruit par un incendie                                                      |
| Cedar Point                | 1925        | Années 1950 | Concourse Amusement Company   | [ 15 ]                                                                       |
| Playland at the Beach (en) | 1928        | 1946        |                               | Démonté,                                                                     |
| Pleasureland Southport     | 1930        | 1977        | William H. Strickler          | Détruit par un incendie en septembre 1977.                                   |
| Clementon Amusement Park   | ?           | ?           |                               | [ 18 ]                                                                       |